# Cocoa (Floride)
Pour les articles homonymes, voir Cocoa.
Cocoa est une ville portuaire située sur l'Indian River, dans le comté de Brevard, en Floride. Lors du recensement de 2010, la ville comptait 17 140 habitants. En 2016, sa population est estimée à 18 102 habitants.

## Histoire

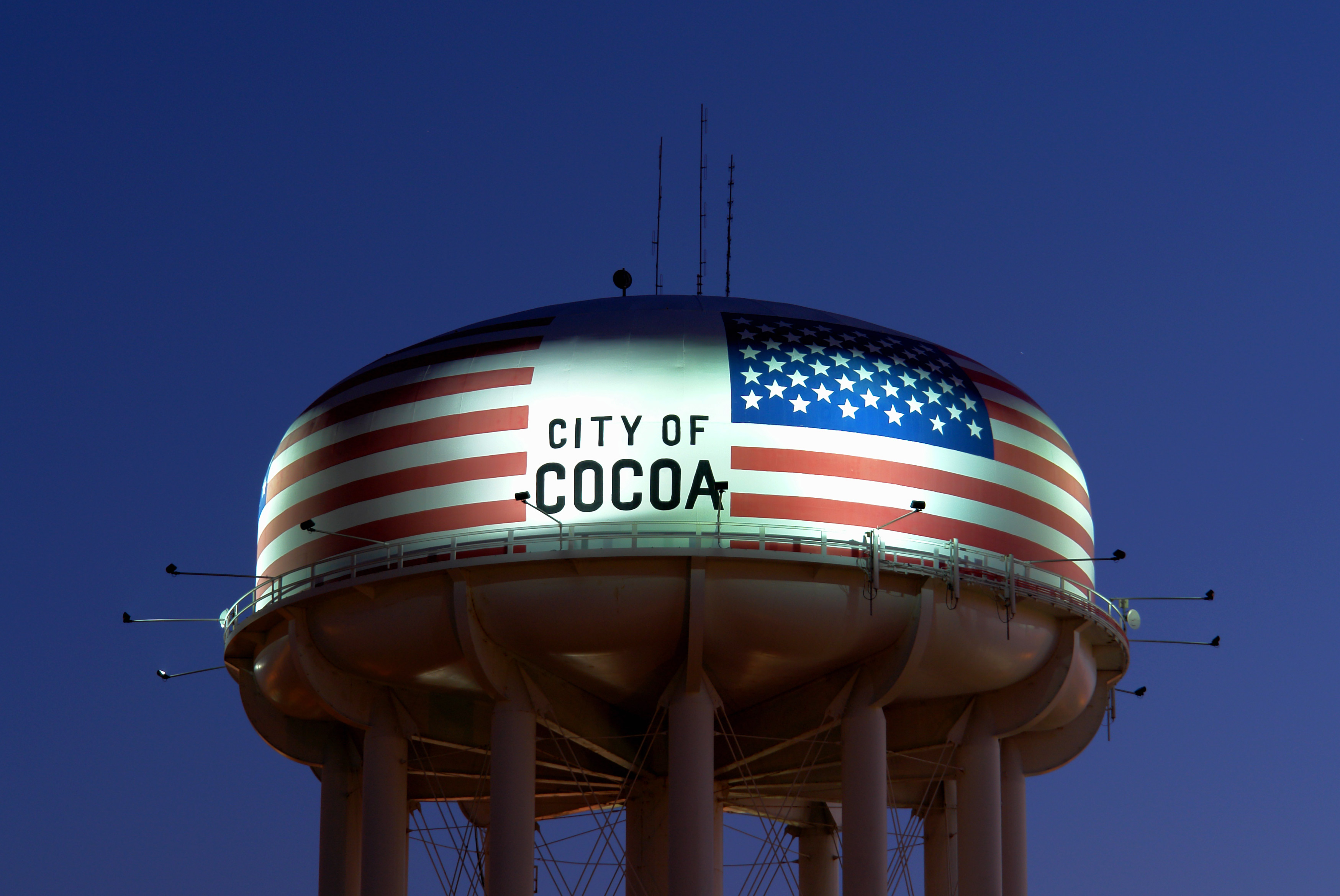
Indication de Cocoa sur le château d'eau

La ville de Cocoa a été fondée en 1860.

## Démographie
| Groupe            | Cocoa | Floride | États-Unis |
| ----------------- | ----- | ------- | ---------- |
| Blancs            | 59,2  | 75,0    | 72,4       |
| Afro-Américains   | 31,3  | 16,0    | 12,6       |
| Autres            | 4,9   | 3,6     | 6,4        |
| Métis             | 2,8   | 2,5     | 2,9        |
| Asiatiques        | 1,1   | 2,4     | 4,8        |
| Amérindiens       | 0,6   | 0,4     | 0,9        |
| Total             | 100   | 100     | 100        |
|                   |       |         |            |
| Latino-Américains | 11,3  | 22,5    | 17,37      |

Selon l'American Community Survey, pour la période 2011-2015, 83,49 % de la population âgée de plus de 5 ans déclare parler l'anglais à la maison, 13,62 % déclare parler l'espagnol, 1,48 % l'arabe, 0,60 % le français et 0,82 % une autre langue.
| 1890 | 1900 | 1910 | 1920  | 1930  | 1940  |
| ---- | ---- | ---- | ----- | ----- | ----- |
| 312  | 382  | 613  | 1 445 | 2 164 | 3 098 |

| 1950  | 1960   | 1970   | 1980   | 1990   | 2000   |
| ----- | ------ | ------ | ------ | ------ | ------ |
| 4 245 | 12 294 | 16 110 | 16 096 | 17 722 | 16 412 |

| 2010   | - | - | - | - | - |
| ------ | - | - | - | - | - |
| 17 140 | - | - | - | - | - |

## Jumelage
- Bet Shemesh (Israël)

## Galerie d'images

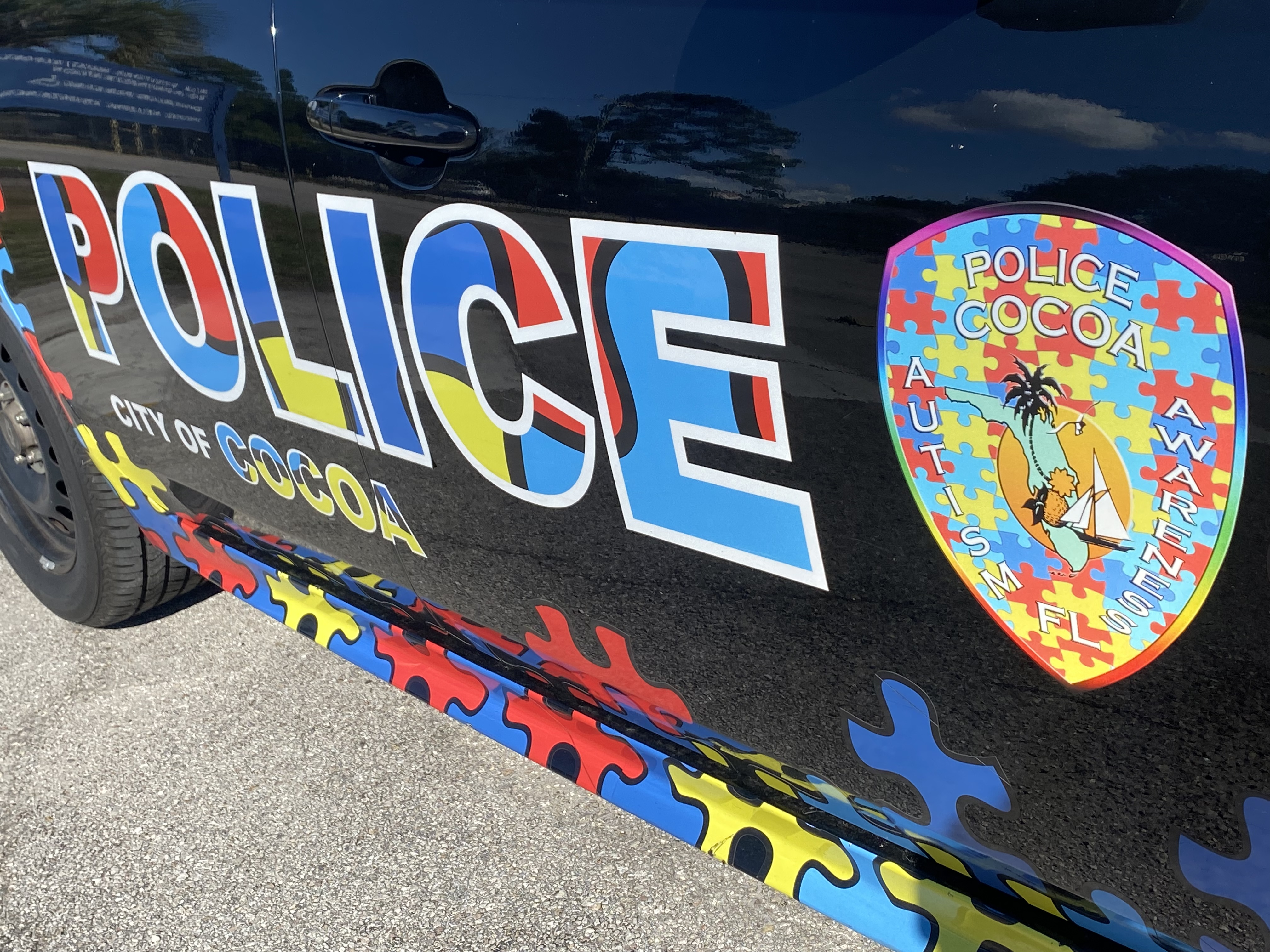
Voiture de la patrouille de la police municipale de Cocoa dédiée à la sensibilisation à l'autisme.
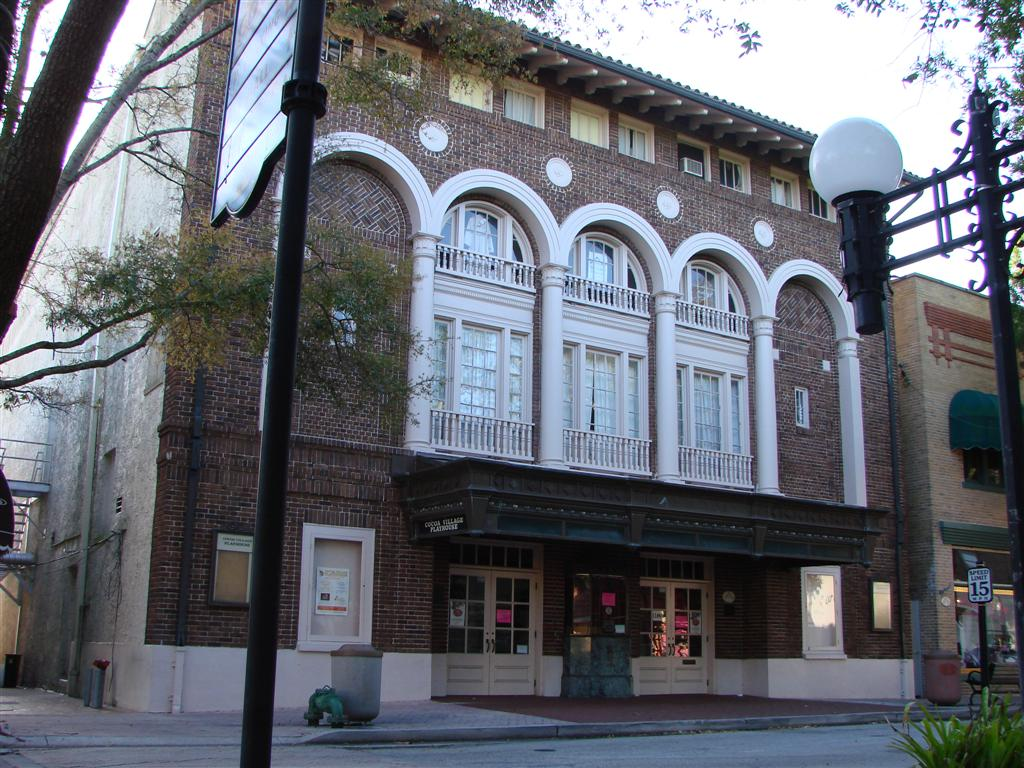
Théatre Aladdin (ou Cocoa Playhouse).
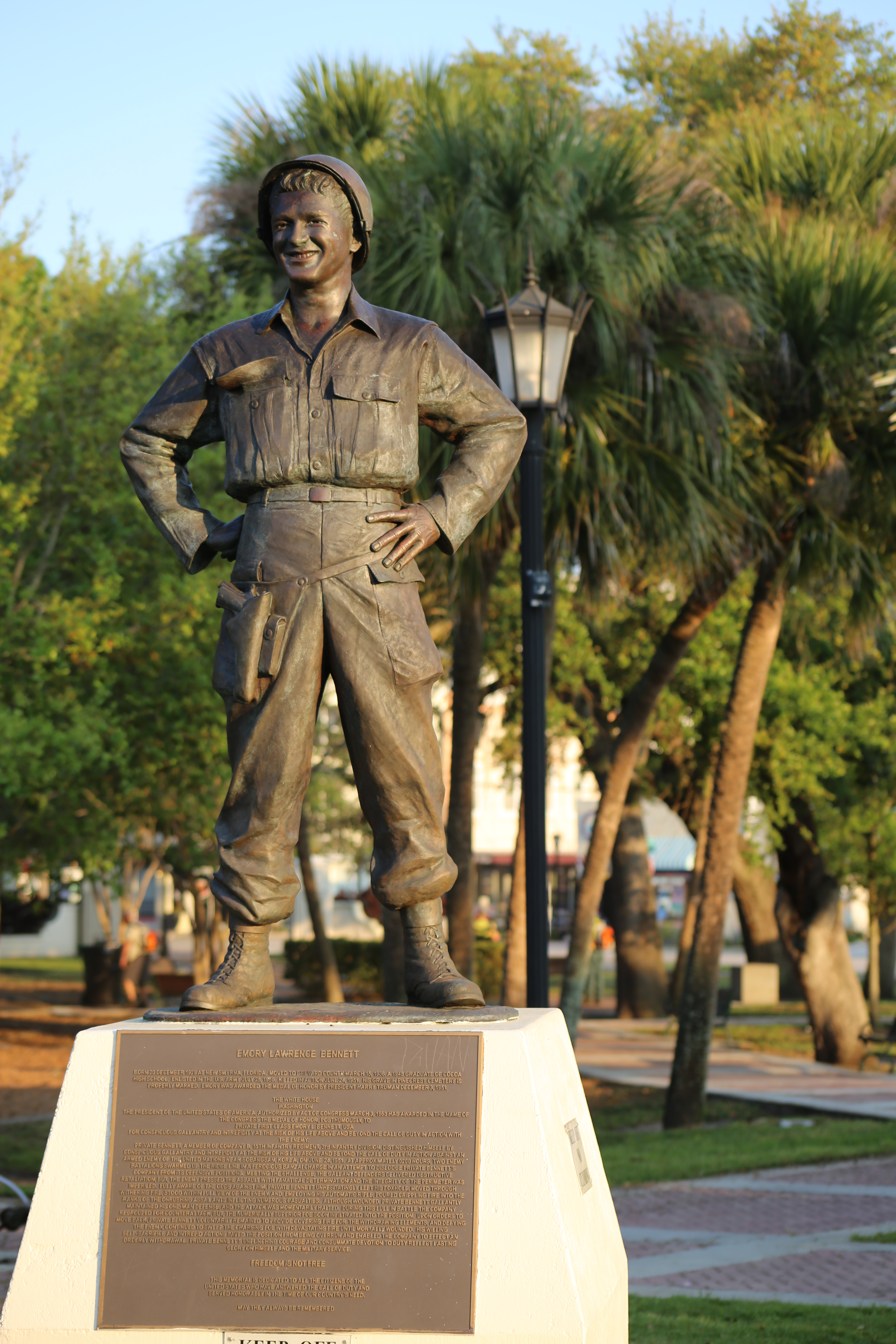
Bronze (Emory Bennett).
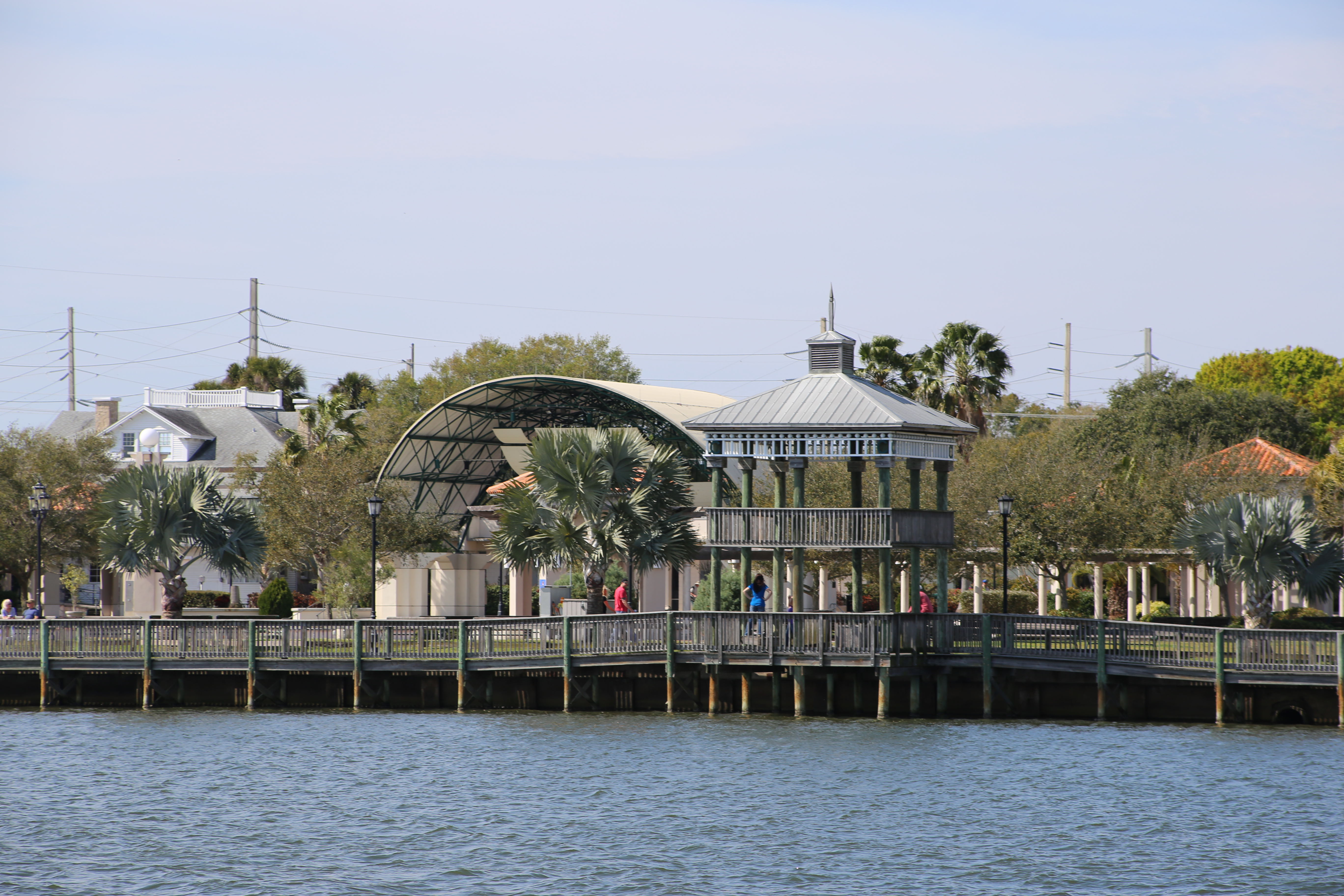
Parc de Cocoa.